# King of the Belgians
King of the Belgians is een Belgisch-Nederlands-Bulgaarse film uit 2016, geschreven en geregisseerd door Peter Brosens en Jessica Woodworth. De film ging op 2 september in première op het filmfestival van Venetië in de sectie Orizzonti. Het vervolg, The Barefoot Emperor, ging in 2019 op het Toronto International Film Festival in première.

## Verhaal
Nicolas III, koning der Belgen (Peter Van den Begin) is op staatsbezoek in Istanboel, waar hij gevolgd wordt door een Britse documentairemaker, die de reis van de koning in beeld brengt. Tijdens het staatsbezoek komt het nieuws dat het Franstalige gedeelte van België zich onafhankelijk heeft verklaard. Nicolas III wil onmiddellijk terug naar zijn land gaan om de crisis op te lossen. Maar door een zonnestorm is alle luchtverkeer onmogelijk en alle telefoonverbindingen uitgevallen en is het niet mogelijk om via officiële weg Turkije te verlaten. Met behulp van de Britse documentairemaker en enkele Bulgaarse zangeressen kan hij ontsnappen aan de Turkse veiligheidsdiensten. Incognito in een busje, probeert de koning door de Balkan terug in zijn land te geraken.

## Rolverdeling
| Acteur                | Personage            |
| --------------------- | -------------------- |
| Peter Van den Begin   | Koning Nicolas III   |
| Lucie Debay           | Louise Vancraeyenest |
| Titus De Voogdt       | Carlos De Vos        |
| Bruno Georis          | Ludovic Moreau       |
| Goran Radakovic       | Dragan               |
| Pieter van der Houwen | Duncan Lloyd         |
| Nina Nikolina         | Ana                  |
| Valentin Ganev        | Kerim Bulut          |
| Nathalie Laroche      | Koningin Ursula      |

## Productie
De film werd chronologisch gedraaid, wat zelden voorkomt bij speelfilms. De oorspronkelijke naam Kebab Royal werd in april 2016 gewijzigd naar de huidige naam.

## Prijzen en nominaties
De belangrijkste:
| Jaar | Prijs              | Categorie                   | Genomineerde(n)                  | Uitslag     |
| ---- | ------------------ | --------------------------- | -------------------------------- | ----------- |
| 2018 | Magritte du cinéma | Beste acteur                | Peter Van den Begin              | Gewonnen    |
| 2018 | Magritte du cinéma | Beste actrice               | Lucie Debay                      | Genomineerd |
| 2018 | Magritte du cinéma | Beste Vlaamse film          | Peter Brosens, Jessica Woodworth | Genomineerd |
| 2018 | Magritte du cinéma | Beste kostuums              | Claudine Tychon                  | Genomineerd |
| 2018 | Magritte du cinéma | Beste scenario of bewerking | Peter Brosens, Jessica Woodworth | Genomineerd |